# Туризм у Коста-Риці
Коста-Рика досягла високих соціально-економічних показників багато в чому завдяки розвитку екологічного туризму. У перекладі з іспанської назва «Коста-Рика» означає «Багатий берег». Так країну назвали її відкривачі - конкістадори. Назва досить дивна для країни, яка майже немає мінеральних ресурсів для промисловості та інших стратегічних можливостей. Коста-Рика багата лише природними ресурсами: тропічними лісами, водоспадами і вулканами. Але подібні ресурси були і в інших сусідніх країнах регіону. Наприклад, Панама і Сальвадор вирубували свої тропічні ліси і продавали деревину в США. Коста-Рика не стала повторювати їх шлях і винищувати свою природу.

## Економічний  впливу туризму
Туризм є важливою галуззю для економіки Коста-Рики, і згідно з даними Tourism Satellite Account у 2019 році на нього припадало 4,8% загального ВВП. У 2021 році в туризмі було зайнято 150 483 осіб, що більше, ніж у 2020 році, але все ще на 20 387 осіб нижче рівня 2019 року. У 2020 році кількість туристичних підприємств у секторі гостинності залишалася стабільною на рівні 3700 підприємств завдяки триваючій підтримці під час пандемії, а у 2021 році зросла ще на 4%.
Надходження від міжнародного туризму скоротилися на 66,6% до 1,5 мільярда доларів США у 2020 році. Це було зумовлено зменшенням кількості міжнародних туристів на 67,8% до 1,0 мільйона у 2020 році. Міжнародні туристичні прибуття в Коста-Рику відновилися до 1,3 мільйона у 2021 році, але залишалися на 57,1% нижчими, ніж до пандемії. рівнях.
Сполучені Штати залишалися найбільшим ринком у 2021 році з 868 986 прибуттями, за ними йшла Європа з 229 813 прибуттями, переважно з Німеччини, Іспанії, Франції та Швейцарії. Коста-Рика очікує, що до 2024 року кількість іноземних відвідувачів повернеться до рівня до пандемії.

## Соціокультурний  впливу туризму
Вплив на громадян Коста-Рики:
- Країна занадто покладається на доходи від туризму.
- Туристи забирають ресурси у місцевих.
- Більше місця в дощових лісах займають готелі, де менше місця для ведення сільського господарства.

Незважаючи на те, що туризм може сприяти економічному зростанню країни, він завдає шкоди громадам і навколишньому середовищу. Подібно до того, що відбувається на островах Бокас-дель-Торо, іноземці приїжджають до Коста-Рики і купують землю для будівництва розкішних готелів, полів для гольфу та кондомініумів. Крім захоплення землі, ці іноземці забирають важливі ресурси у місцевих громад, такі як вода. 
Ще однією великою проблемою є приватизація пляжів. Хоча приватизація пляжів у Коста-Риці є незаконною, іноземці спеціально будують свої готелі перед пляжами, щоб виключити можливість доступу місцевих жителів до пляжів. Готелі, побудовані перед пляжами, також порушують життя тварин, які живуть у цьому районі. Один із прикладів — морська черепаха-логгерхед, яка відкладає свої яйця вздовж берега пляжу. Туристична індустрія також збільшує забруднення та кількість відходів.

## Екологічний впливу туризму
Туризм в Коста-Риці створює проблеми з середовищем проживання тварин і рослин, що живуть там. Через туризм половина популяції мавп Коста-Рики зникла. І дощових лісів стає менше. Також туристи найбільше забруднюють навколишнє середовище, зокрема океан і завдаючи шкоди шкірястим черепахам, які там живуть.
Вирубування лісів: Люди вирубують дерева, щоб було більше місця для інших речей.
Забруднена вода: Після фестивалів все сміття з вечірки змиває у ріки та струмки.
Звалище на березі річки: Річка є популярним місцем для сплаву, але туристи залишають на березі багато сміття.

## Шляхи вирішення проблем
Екотуризм є кращим способом для туризму в Коста-Риці. Це зупинить вирубку лісів для збільшення кількості готелів, та принесе значні фінансові надходження. 
Екотуризм також надасть роботу місцевим жителям.

### Краще життя для громадян
- Економіка стає міцнішою і стабільнішою.
- Для людей відкриваються робочі місця.
- Стає вищий рівень життя.

## Управління та фінансування туризму
Міністр туризму очолює Сектор туризму, який складається з Інституту туризму Коста-Рики (ICT), Міністерства культури та молоді, Міністерства громадської безпеки, уряду та поліції та Інституту тихоокеанських портів Коста-Рики.
Інститут туризму Коста-Рики є автономною державною установою, основною метою якої є розвиток туризму в Коста-Риці, сприяння витратам і приємному відпочинку іноземних відвідувачів, сприяння будівництву та обслуговуванню туристичних місць розміщення та пам'яток, брендування та просування країни за кордоном, а також залучення національних та іноземних інвестицій через підрозділ залучення інвестицій. Як державна установа, ІКТ відповідає за формулювання державної політики, а також за розробку та реалізацію технічних і правових інструментів для реалізації цієї політики. ICT також відповідає за розробку та управління Національним планом туризму.
Регіональні туристичні офіси співпрацюють із сектором туризму, опрацьовуючи програми якості країни, такі як Туристична декларація та Сертифікат сталого туризму, сертифікати туристичного транспорту та облікові дані туристичного гіда, а також печатка «Безпечні подорожі», розроблена у відповідь на COVID-19. Крім того, вони співпрацюють у просуванні своїх регіонів у розвитку міжнародних прес-турів.
Інститут туризму Коста-Рики очолює туристичний сектор країни у співпраці з низкою органів, таких як міністерства закордонних відносин, економіки та торгівлі, транспорту, навколишнього середовища та енергетики, охорони здоров’я та зовнішньої торгівлі. Зокрема, існує стратегічний альянс між Коста-Риканським інститутом туризму та Коста-Риканським агентством сприяння інвестиціям через угоду про співпрацю для просування та залучення іноземних інвестиційних проектів для туристичної інфраструктури.
Інститут туризму Коста-Рики фінансується в основному за рахунок надходжень від податків на в'їзд і виїзд, а також неподаткових надходжень від орендної плати та оренди. У 2021 році 84,4% бюджету ІКТ склали податкові надходження, а 2,6% – неподаткові. Решта 13% надійшли від центрального уряду в розмірі 3 мільярдів CRC. До пандемії COVID-19 отриманий дохід становив 32,9 мільярда канадських канадських респондентів, що на 37% більше, ніж у минулому році між 2015 і 2019 роками, пов’язане зі збільшенням кількості міжнародних прибуттів і від’їздів громадян країни.
У 2022 році бюджет ICT склав 16,7 мільярда канадських канадських республік, в основному фінансуючись за рахунок податків (99,5%), а решта фінансувалася за рахунок неподаткових надходжень. Доходи відновлюються, і прогнози очікують повернення до рівня 2019 року до кінця 2023 року.

## Контактна інформація Інституту туризму Коста-Рики (ICT)
Телефон: (506) 2299-5800.
Адреса: Costado Este del Puente Juan Pablo II, sobre la Autopista General Cañas.
Поштовий індекс: 777-1000 Сан-Хосе.
Графік роботи: з понеділка по п'ятницю з 8:00 до 16:00 
Сайт: https://www.ict.go.cr/en/

## Туристична політика та програми
Національний план розвитку туризму на 2022-2027 роки оновлюється, щоб включити нові стратегічні пропозиції на наступні п’ять років, з особливим акцентом на п’яти стратегічних напрямках:
- Сприяння ефективному використанню туристичного простору та збереження природних об’єктів. Це передбачає відповідальність за придбання землі та управління будівництвом.
- Розвиток та диверсифікація туристичного продукту, в тому числі для цифрових кочівників.
- Диференціювання позиціонування Коста-Рики, зосередження на високоякісних продуктах, досвіді та добробуті.
- Створення продуктивних ланцюжків створення вартості в різних підсекторах.
- Покращення туристичного досвіду з прихильністю до здоров’я та безпеки.

Кожна з цих осей містить згруповані завдання, цілі та конкретні дії для розробки. Туризм також включено до галузевої стратегічної пропозиції Національного плану розвитку на 2018-21 роки.
У 2021 році Коста-Рика запустила ініціативу «Двигун місцевого розвитку туризму» (Tu-MoDeLo), спрямовану на покращення засобів до існування сільськогосподарських громад шляхом визначення ринкових можливостей у туристичному секторі для сталого ланцюга створення вартості в сільському господарстві, адаптованого до зміни клімату. Цінності сталого розвитку Коста-Рики базуються на відданості принципам декарбонізації та повазі до навколишнього середовища. Коста-Рика надає пріоритет повторному використанню матеріалів, використанню стійких елементів, економії енергії та найму місцевого персоналу для досягнення своїх принципів сталого розвитку. Інші цінності включають культуру, стійку гастрономію та застосування протоколів охорони здоров’я проти COVID-19. Коста-Рика зосереджена на просуванні країни як цілорічного напряму з різноманітними видами активного відпочинку, які можна відвідувати безпечно та екологічно.
З початку пандемії Коста-Рика спільно з приватним сектором працювала над відновленням туризму, включаючи розробку 17 протоколів охорони здоров’я для кожного підсектору туризму проти COVID-19.
Після відновлення після пандемії ключовим цільовим сектором для Коста-Рики є довгострокові відвідувачі, які будуть робити більше місцевих покупок і перерозподіляти гроші в туристичному ланцюжку створення вартості, включно з фокусом на цифрових кочівниках. Крім того, Коста-Рика зараз позиціонує себе як місце для зйомок на знак визнання зростаючої індустрії телебачення на замовлення. Коста-Рика шукає нові авіамаршрути та частоти, щоб узгодити ці цілі.
Сертифікат стійкості туризму 2.0 у Коста-Риці
Інститут туризму Коста-Рики запустив оригінальну сертифікацію сталого туризму в 1997 році. Ця програма нагороджує компанії, які дотримуються практики сталого розвитку. У 2018 році Коста-Рика реструктурувала та оновила програму, щоб адаптувати її до нових міжнародних стандартів, включаючи Цілі сталого розвитку та критерії Глобальної ради сталого туризму. Оновлений інструмент також адаптується до розміру різних компаній і усуває потребу в особистому оцінюванні в деяких випадках.
Цілями Сертифікату сталого туризму 2.0 є:
- Виділити Коста-Рику як стале туристичне місце.
- Надавати достовірну інформацію туристам про сертифіковані компанії та організації.
- Використовати сталість як конкурентоспроможний елемент у туристичному секторі.
- Включати технологічні досягнення, щоб залишатися інноваційними та оновленими.
- Посилення соціального, культурного, екологічного та економічного розвитку туристичних місць.

Станом на 2022 рік понад 400 туристичних компаній мають сертифікат CST, включаючи готелі, ресторани, туристичні агентства та туристичні об’єкти.